# Kingosgade
Kingosgade er en forholdsvis kort hovedgade på Frederiksberg og Vesterbro i København. Gaden krydser grænsen mellem Københavns Kommune og Frederiksberg Kommune, og går fra Vesterbrogade i forlængelse af Enghavevej til et skævt kryds med Frederiksberg Allé og Alhambravej. Gaden er hovedsageligt bebygget med etageejendomme med forskellige butikker i en del af stueetagerne. Gaden blev opkaldt efter digteren og biskoppen Thomas Kingo (1634-1703) i 1884.

## Historie
I 1700-tallet lå der et gæstgiveri ved navn Gule Hest på stedet. Det var en af fire kroer kaldet heste langs med den vestlige indfaldsvej til København, den nuværende Vesterbrogade. Den gule hest havde fire lysthuse og to keglebaner. I 1778 blev Gule Hest købt af Peter Borre, omdøbt til Haabet og benyttet som tobaksfabrik. Dele af området mellem Vesterbrogade og Frederiksberg Allé blev udlagt til tobaksplantage, og en hestemølle blev anlagt for at male snustobak. Andre eksotiske afgrøder omfattede ferskner, abrikoser, morbær og vindruer. I 1837 anlagdes Det kongelige danske Haveselskabs første have på et stykke jord nord for Haabet.
I slutningen af 1840'erne blev Haabet købt af tekstilfabrikanten Ole Ferdinand Olsen, der udstykkede området. Den trefløjede hovedbygning blev revet ned omkring 1883. Tre nye gader i området blev navngivet Kingosgade, Boyesgade og Brorsonsgade efter præsterne og salmedigterne Thomas Kingo, Casper Johannes Boye og Hans Adolph Brorson. Navnene var foreslået af stadsingeniør Thorvald Krak. Det kgl. danske Haveselskabs have blev flyttet til sin nuværende placering ved Frederiksberg Runddel i 1883. Som minde om den gamle placering fik en ny fjerde gade på stedet navnet Haveselskabetsvej.
Fra 1867 lå jernstøberiet og maskinfabrikken C. F. Riedel & Lindegaard ved det, der senere blev til Kingosgade 11. Dets bygninger blev revet ned i 1970.
Kingosgade blev betjent af elektriske sporvogne fra 1901, først af Enghavelinien og efter omlægninger af indførelse af linienumre i 1902 af linje 3. Sporvognene fortsatte med at betjene gaden indtil 1968, hvor linje 3 blev omstillet til busdrift. Buslinje 3 blev erstattet af linje 3A i 2003. Den fortsatte med at betjene gaden indtil 2019, hvor den blev nedlagt, hvorefter en omlagt linje 1A overtog betjeningen.
I 1916 opsatte Frederiksberg Telefonkiosker A/S en telefonkiosk på hjørnet af Kingosgade og Frederiksberg Allé. Den ottekantede bygningstype med korinthiske søjler var oprindeligt tegnet af Therkel Hjejle og Niels Rosenkjær. Der fandtes to tilsvarende telefonkiosker, men de blev senere revet ned. Telefonkiosken ved Kingosgade blev overtaget af Sporvejshistorisk Selskab i 1972 og efterfølgende skilt ad i 1973 med henblik på genopførelse på det senere Sporvejsmuseet Skjoldenæsholm. Den kom dog til at henligge som et større puslespil, indtil en donation på 10.000 kr. fra Tuborgs Grønne Fond i 1981 gjorde det muligt at gå i gang med genopførelsen. Den blev endelig genindviet på museet i 1993. Samtidig blev der skabt en lille plads omkring den med gammelt gadeinventar fra Frederiksberg.

## Bygninger
Hjørneejendommen Kingosgade 2/Vesterbrogade 106B blev opført i 1884-1886 efter tegninger af Ferdinand Vilhelm Jensen.
Bygningen på det østlige hjørne af Frederiksberg Allé (Frederiksberg Allé 23) kaldes gerne for Lille Rosenborg, da den er opført i nyrenæssance med to små tårne og rig udsmykning. Ligheden med Christian 4.'s Rosenborg Slot er dog ikke ligefrem slående. Bygningen blev opført af Johan Daniel Herholdt i samarbejde med Christian V. Nielsen og fuldført i 1857. Det gule treetages kompleks i nr. 11 er fra 1929.

## Kingosgade i populærkulturen
Kriminalgaaden i Kingosgade er en stumfilm fra 1917 med instruktion af Hjalmar Davidsen.
I afsnit 63 (Olsen, ham kan vi li) af DR's tv-serie Huset på Christianshavn møder Ellen Olsen (Helle Virkner) sin barndomsven, Oskar Anderson (Alf Andersen) fra Kingosgade, og bliver på ny interesseret i ham.